# Stade Mohammed-ben-Zayed
Le stade Mohammed-ben-Zayed (en arabe : ستاد محمد بن زايد) est un stade multi-disciplines à Abou Dabi aux Émirats arabes unis.
Il est actuellement utilisé essentiellement pour le football et le cricket.

## Histoire
Il a été inauguré en 2003 lors de l'organisation par les Émirats arabes unis de la Coupe du monde de football des moins de 20 ans.
Il accueille les matchs à domicile du club émirati d'Al Jazira Abu Dhabi, mais aussi quelques rencontres de l'équipe des Émirats arabes unis, notamment lors de la Coupe du Golfe Persique, organisée en décembre 2006, et remportée par l'équipe nationale.
L'enceinte a également été choisie pour y organiser avec le Stade Sheikh Zayed, les Coupe du monde des clubs 2009 et 2010
Un vaste projet d'agrandissement du site prévoit de porter la capacité du stade à 60 000 places, ainsi que la construction de 2 tours résidentielles toutes proches.

## Compétitions internationales organisées
- Coupe du monde des moins de 20 ans 2003
- Coupe du Golfe Persique 2007
- Coupe du monde des clubs 2009
- Coupe du monde des clubs 2010
- Coupe d'Asie des nations 2019
- Coupe du monde des clubs 2021